# Leptodactylus bufonius
Leptodactylus bufonius conocida también como ranita de las vizcacheras es una especie de ránidos de la familia Leptodactylidae.

## Distribución geográfica
Se encuentra en Argentina, Bolivia, Brasil y Paraguay.